# Бранко Поповић (народни херој)
Бранко Поповић (Верићи, код Бањалуке, 1917 — Алишићи, код Приједора, јул 1944), учесник Народноослободилачке борбе и народни херој Југославије.

## Биографија
Рођен 1917. године у селу Верићи, код Бањалуке (тада село Ферићи у котарској испостави Козарац, у саставу котара Приједор). Прије почетка Другог свјетског рата био је запослен као шумски радник.
По почетку рата ступио је у Козарски НОП одред. У борбама на Пискавици, Турјаку, Подградцима, Мраковици, Козарцу, Омарској истицао се по јунаштву. Као члан КПЈ активан је од зиме 1941. године.
Послије борбе у Горњој Пискавици, за вријеме велике козарске офанзиве, похвалио га је Штаб Прве крајишке бригаде као одличног командира чете. Истакао се и у борбама против четника.
Крупан подвиг направио је на прузи Приједор-Нови Град 1943. године. Код Рељића камена дочекао је блиндирану њемачку колону. Запалио је 15 њемачких камиона и заробио 3 топа. Непријатељу је отео још један топ и отјерао га у Приједор. Од тад је његово име чувено у Одреду. Одлази у Једанасету крајишку бригаду и постаје командант батаљона. Учествовао је у борбама на Козарцу и Босанској Градишци у 1944. године. Уништио је значајан број њемачких тенкова.
Удавио се јула 1944. у ријеци Сани, код села Алишића.
За народног хероја проглашен 27. новембра 1953. године.